# Concerto en ut majeur pour deux hautbois et deux clarinettes, RV 559 de Vivaldi
Pour les articles homonymes, voir Concerto pour hautbois (homonymie) et Concerto pour clarinette (homonymie).
Le Concerto en ut majeur pour deux hautbois et deux clarinettes, RV 559, est un concerto grosso du compositeur italien Antonio Vivaldi, composé vers 1716 ou 1720.
Vivaldi avait déjà utilisé la clarinette à deux clefs, instrument nouveau au début du XVIIIe siècle, dans l'oratorio Juditha triumphans en 1716 et s'attachera à associer les sonorités de deux clarinettes et de deux hautbois dans les deux concertos grosso RV 559 et RV 560,.
L'instrumentation du concerto est pour deux hautbois, deux clarinettes, cordes et clavecin (basse continue).
Les mouvements sont : 
1. Larghetto - Allegro,
2. Largo,
3. Allegro.

Son exécution dure environ 10 à 12 minutes.
La caractéristique principale de ce concerto est basée sur le jeu de deux groupes de solistes jouant par paire et s'échangeant  les phrases musicales chacun dans leur registre ; les clarinettes en-dessous, les hautbois au-dessus.
Le concerto débute par un Larghetto majestueux joué par tous les instruments. Les hautbois introduisent la section principale de l'allegro. Les clarinettes prennent ensuite le relais, et le tutti arrive quelque temps après. Les hautbois et les clarinettes jouent les uns contre les autres par paires et contre le tutti, et il y a plusieurs longs solos pour un seul hautbois.
Le largo est écrit de façon inédite pour les quatre solistes, sans basse continue et sans cordes. Les clarinettes ouvrent le Largo avec un accompagnement de hautbois. Les paires d'instruments solistes échangent les rôles principaux et subordonnés régulièrement et souvent au cours de ce mouvement.
Le dernier mouvement est un Allegro avec l'ensemble des musiciens qui présente un marquage rythmique présent ainsi que des passages prolongés mettant en valeur un seul hautbois et/ou une seule clarinette ainsi que le jeu des duos par paire.

## Cinéma
Bien que ce concerto soit déjà une pièce de concert populaire, il a été présenté à un public beaucoup plus large grâce à son inclusion comme l'un des six courts métrages animés basés sur la musique classique dans le film d'animation italien Allegro non troppo de Bruno Bozzetto (1976).